# Havlíčkův Brod-i járás

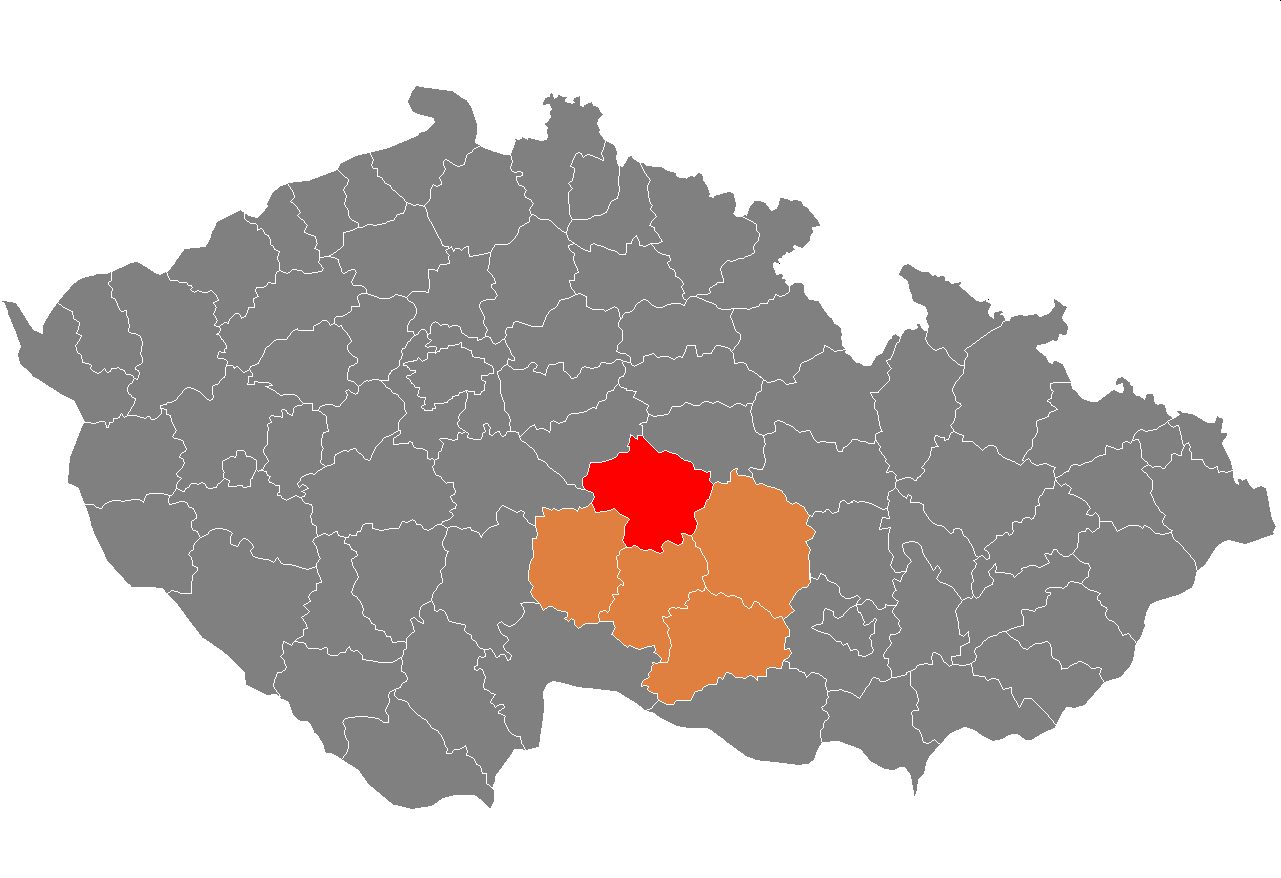
A Havlíčkův Brod-i járás

A Havlíčkův Brod-i járás (csehül: Okres Havlíčkův Brod) közigazgatási egység Csehország Vysočina kerületében. Székhelye Havlíčkův Brod. Lakosainak száma 96 011 fő (2009). Területe 1264,95 km².

## Városai, mezővárosai és községei
A városok félkövér, a mezővárosok dőlt, a községek álló betűkkel szerepelnek a felsorolásban.
Bačkov •
Bartoušov •
Bělá •
Bezděkov •
Bojiště •
Boňkov •
Borek •
Břevnice •
Čachotín •
Čečkovice •
Česká Bělá •
Chotěboř •
Chřenovice •
Chrtníč •
Číhošť •
Dlouhá Ves •
Dolní Krupá •
Dolní Město •
Dolní Sokolovec •
Druhanov •
Golčův Jeníkov •
Habry •
Havlíčkova Borová •
Havlíčkův Brod •
Herálec •
Heřmanice •
Hněvkovice •
Horní Krupá •
Horní Paseka •
Hradec •
Hurtova Lhota •
Jedlá •
Jeřišno •
Jilem •
Jitkov •
Kámen •
Kamenná Lhota •
Klokočov •
Knyk •
Kochánov •
Kojetín •
Kouty •
Kožlí •
Kozlov •
Kraborovice •
Krásná Hora •
Krátká Ves •
Krucemburk •
Kunemil •
Květinov •
Kyjov •
Kynice •
Lány •
Ledeč nad Sázavou •
Leškovice •
Leština u Světlé •
Libice nad Doubravou •
Lípa •
Lipnice nad Sázavou •
Lučice •
Malčín •
Maleč •
Michalovice •
Modlíkov •
Nejepín •
Nová Ves u Chotěboře •
Nová Ves u Leštiny •
Nová Ves u Světlé •
Okrouhlice •
Okrouhlička •
Olešenka •
Olešná •
Ostrov •
Oudoleň •
Ovesná Lhota •
Pavlov •
Podmoklany •
Podmoky •
Pohled •
Pohleď •
Přibyslav •
Příseka •
Prosíčka •
Radostín •
Rozsochatec •
Rušinov •
Rybníček •
Sázavka •
Sedletín •
Skorkov •
Skryje •
Skuhrov •
Šlapanov •
Slavětín •
Slavíkov •
Slavníč •
Sloupno •
Služátky •
Sobíňov •
Štoky •
Stříbrné Hory •
Světlá nad Sázavou •
Tis •
Trpišovice •
Uhelná Příbram •
Úhořilka •
Úsobí •
Vepříkov •
Veselý Žďár •
Věž •
Věžnice •
Vilémov •
Vilémovice •
Víska •
Vlkanov •
Vysoká •
Ždírec •
Ždírec nad Doubravou •
Žižkovo Pole •
Zvěstovice

## Fordítás
- Ez a szócikk részben vagy egészben  a   Havlíčkův Brod District című angol Wikipédia-szócikk ezen változatának fordításán alapul.  Az eredeti cikk szerkesztőit annak laptörténete sorolja fel. Ez a jelzés csupán a megfogalmazás eredetét és a szerzői jogokat jelzi, nem szolgál a cikkben szereplő információk forrásmegjelöléseként.
- Ez a szócikk részben vagy egészben  az   Okres Havlíčkův című cseh Wikipédia-szócikk ezen változatának fordításán alapul.  Az eredeti cikk szerkesztőit annak laptörténete sorolja fel. Ez a jelzés csupán a megfogalmazás eredetét és a szerzői jogokat jelzi, nem szolgál a cikkben szereplő információk forrásmegjelöléseként.